# Mistrovství světa v letním biatlonu 2023
Mistrovství světa v letním biatlonu 2023 probíhalo od 21. do 27. srpna 2023 v Národním biatlonovém centru ve slovenském Osrblie. Jednalo se o třetí mistrovství světa v této variantě biatlonu v této lokalitě. Předtím se zde konalo v letech 1998 a 2004.
Na letním mistrovství světa probíhaly soutěže jak dospělých, tak juniorů. Ve všech kategoriích se soutěžilo ve supersprintu a sprintu, seniorští biatlonisté pak v závodě s hromadným startem. Junioři se utkali ve stíhacím závodě.

## Program
| Datum     | Disciplína                          | Začátek (SEČ) | Počet závodníků |
| --------- | ----------------------------------- | ------------- | --------------- |
| 24. srpna | Supersprint (junioky) – kvalifikace | 13:45         | 43              |
| 24. srpna | Supersprint (juniorky) – finále     | 11:30         | 30              |
| 24. srpna | Supersprint (junioři) – kvalifikace | 13:45         | 61              |
| 24. srpna | Supersprint (junioři) – finále      | 15:15         | 30              |
| 25. srpna | Supersprint (ženy) – kvalifikace    | 10:00         | 57              |
| 25. srpna | Supersprint (ženy) – finále         | 11:30         | 30              |
| 25. srpna | Supersprint (muži) – kvalifikace    | 13:45         | 67              |
| 25. srpna | Supersprint (muži) – finále         | 15:15         | 30              |
| 26. srpna | Sprint (juniorky)                   | 10:00         | 42              |
| 26. srpna | Sprint (junioři)                    | 12:00         | 61              |
| 26. srpna | Sprint (ženy)                       | 14:30         | 57              |
| 26. srpna | Sprint (muži)                       | 16:40         | 68              |
| 27. srpna | Stíhací závod (juniorky)            | 10:30         | 41              |
| 27. srpna | Stíhací závod (junioři)             | 12:15         | 60              |
| 27. srpna | Hromadný muži (muži)                | 14:15         | 30              |
| 27. srpna | Hromadný start (ženy)               | 16:15         | 30              |

## Česká účast
V jednotlivých kategoriích byli nominováni:
- Ženy: Markéta Davidová, Jessica Jislová, Lucie Charvátová, Kristýna Otcovská, Tereza Vinklárková a Tereza Voborníková.
- Muži: Vítězslav Hornig, Mikuláš Karlík, Ondřej Mánek, Jonáš Mareček, Tomáš Mikyska a Jakub Štvrtecký.
- Juniorky: Lenka Bártová, Valerie Křížová, Svatava Mikysková, Aneta Novotná, Kateřina Pavlů a Ilona Plecháčová.
- Junioři: Luděk Abrahám, Jiří Blaha, David Eliáš, Ferdinand Jansa, Daniel Malušek a Matyáš Martan.

Českým závodníkům se oproti minulým letním šampionátům nedařilo v prvních jedenácti závodech obsadili pouze dva čeští závodníci medailové pozice . Prvním z nich se stal Tomáš Mikyska, který v supesprintu obsadil druhé místo, na nějž navázala Tereza Vinklárková, která v ženském sprintu dojela třetí. Nejlépe pak skončil pro české závodinice konečný závod s hromadným startem, ve kterém triumfovala Markéta Davidová, čímž získala svoji sedmou medaili z letní verze beitlonu, a třetí zlatou. Mezi první sedmičkou pak skončily ještě pátá Tereza Voborníková, šestá Lucie Charvátová a sedmá Jessica Jislová. Česko tak zkompletovalo sbírku cenných kovů, když získalo tři medaile – o čtyři méně než minulý ročník a dokonce o deset méně než v Novém Městě v roce 2021.

## Medailisté

### Muži
| Disciplína                          | První místo          | Výkon             | Druhé místo      | Výkon             | Třetí místo      | Výkon             |
| Supersprint (4,5 + 7,5 km)          | Andrejs Rastorgujevs | 20:07,2 (0+1+0+0) | Tomáš Mikyska    | 20:12,1 (0+0+2+1) | Artem Tyščenko   | 20:20,4 (0+0+0+0) |
| Sprint (7,5 km)                     | Florent Claude       | 17:52,6 (0+0)     | Vytautas Strolia | 18:19,7 (1+0)     | Jesper Nelin     | 18:21,7 (1+0)     |
| Závod s hromadným startem (12,5 km) | Taras Lesjuk         | 32:34,3 (0+0+0+0) | Dmitrij Šamajev  | 32:42,9 (0+1+1+0) | Vytautas Strolia | 32:51,0 (1+1+0+1) |

Druhé místo ve sprintu původně obsadil vítěz supersprintu Andrejs Rastorgujevs, který byl po skončení závodu diskvalifikován pro porušení bezpečnostních pravidel při odjezdu ze střelnice.

### Ženy
| Disciplína                        | První místo            | Výkon             | Druhé místo         | Výkon             | Třetí místo            | Výkon             |
| Supersprint (4,5 + 7,5 km)        | Marion Wiesensarterová | 23:13,4 (1+1+0+0) | Tuuli Tomingasová   | 23:23,2 (1+0+2+1) | Lisa Maria Sparková    | 23:28,8 (1+0+0+0) |
| Sprint (6 km)                     | Tuuli Tomingasová      | 16:51,5 (0+1)     | Lisa Maria Sparková | 16:53,4 (0+0)     | Tereza Vinklárková     | 17:05,0 (0+0)     |
| Závod s hromadným startem (10 km) | Markéta Davidová       | 29:03,0 (1+0+0+0) | Tuuli Tomingasová   | 29:11,5 (1+0+1+0) | Marion Wiesensarterová | 29:15,1 (1+1+0+0) |

### Junioři
| Disciplína                 | První místo       | Výkon             | Druhé místo     | Výkon             | Třetí místo       | Výkon             |
| Supersprint (4,5 + 7,5 km) | Jan Guńka         | 21:19,2 (1+2+0+1) | Serhij Suprun   | 21:29,0 (1+1+0+1) | Matija Legović    | 21:30,0 (0+1+0+3) |
| Sprint (7,5 km)            | Bohdan Borkovskyj | 19:05,5 (1+0)     | Stepan Kinash   | 19:06,0 (0+0)     | Vitalii Mandzyn   | 19:17,4 (1+0)     |
| Stíhací závod (10 km)      | Matija Legović    | 25:49,4 (1+0+0+0) | Vitalii Mandzyn | 26:49,4 (1+0+2+0) | Bohdan Borkovskyj | 26:50,4 (1+2+0+2) |

### Juniorky
| Disciplína                 | První místo     | Výkon             | Druhé místo           | Výkon             | Třetí místo           | Výkon             |
| Supersprint (4,5 + 7,5 km) | Lora Hristovová | 24:33,8 (1+0+1+3) | Olexandra Merkušinová | 23:43,3 (1+0+2+0) | Olena Horodná         | 25:10,1 (1+0+3+0) |
| Sprint (6 km)              | Lora Hristovová | 17:00,6 (0+1)     | Ema Kapustová         | 17:26,8 (1+0)     | Valentina Dimitrovová | 17:45,9 (1+0)     |
| Stíhací závod (7,5 km)     | Lora Hristovová | 24:28,3 (1+1+1+2) | Ema Kapustová         | 24:30,0 (0+1+0+0) | Olena Horodná         | 25:24,8 (1+0+1+2) |

## Medailové pořadí

### Medailové pořadí zemí
| Pořadí | Země       | Zlato | Stříbro | Bronz | Celkově |
| ------ | ---------- | ----- | ------- | ----- | ------- |
| 1.     | Bulharsko  | 3     | 0       | 1     | 4       |
| 2.     | Ukrajina   | 2     | 4       | 5     | 11      |
| 3.     | Estonsko   | 1     | 2       | 0     | 3       |
| 4.     | Německo    | 1     | 1       | 2     | 4       |
| 5.     | Česko      | 1     | 1       | 1     | 3       |
| 6.     | Chorvatsko | 1     | 0       | 1     | 2       |
| 7.     | Lotyšsko   | 1     | 0       | 0     | 1       |
| 7.     | Polsko     | 1     | 0       | 0     | 1       |
| 7.     | Belgie     | 1     | 0       | 0     | 1       |
| 10.    | Litva      | 0     | 1       | 1     | 2       |
| 11.    | Slovensko  | 0     | 2       | 0     | 2       |
| 12.    | Rumunsko   | 0     | 1       | 0     | 1       |
| 13.    | Švédsko    | 0     | 0       | 1     | 1       |
|        | Celkem     | 12    | 12      | 12    | 36      |